# 360 grados en torno a...
360 grados en torno a... es una miniserie musical española dirigida por Valerio Lazarov y estrenada por TVE en 1972. En cada uno de los programas, el protagonista era un cantante famoso, a cuyo centro se desarrollaba todo el programa, interpretando los mayores éxitos de su carrera junto a alguna canción grabada especialmente para el programa, y con la presencia de invitados especiales de la música y el humor. Destaca por ser una de las primeras producciones de TVE en color a pesar de que en la época de su estreno la televisión en España aún se emitía en blanco y negro. Para su rodaje en color, se utilizaron cámaras de cine.

## Entregas

### Marisol
Marisol fue la protagonista de esta entrega rodada en Cádiz, en la que aparecieron como artistas invitados Antonio Mingote, el bailarín Antonio, Mari Carmen y sus muñecos, Tip y Coll y Tony Ronald. Se interpretaron canciones de su carrera como "Corazón contento", "Cabriola" o "Aquel verano". Tip y Coll interpretaron una de sus canciones, "Doña Concha", y Tony Ronald su canción "I Love You Baby".

### Carmen Sevilla
Carmen Sevilla fue la protagonista, y la acompañaron Antonio Garisa, Juan Erasmo Mochi y Mike Kennedy, exvocalista de Los Bravos.

### Peret
Peret protagonizó este programa en el que le acompañaron Bruno Lomas y Gloria.

### Nati Mistral y los Pop-Tops
Esta entrega estuvo protagonizada por Nati Mistral y el conjunto Pop-Tops.